# 플래티어
플래티어(Plateer Co. Ltd.)는 대한민국의 기업이다. 본사는 서울시 송파구 법원로9길 26 H Business Park D동 6층에 위치해 있으며 대표이사는 이상훈이다.

## 상장
2021.08.12에 주관사를 KB증권,하나금융투자로 공모가 11,000원에 코스닥 시장에 상장하였다.

## 같이 보기
- 화인자산운용

## 참고문헌
1. ↑  플래티어, 1분기 매출 94.5억원…전년比 8.2%, 지디넷코리아, 2023-05-16
2. ↑  디지털 플랫폼 솔루션 기업 ‘플래티어’, 어려운 IT 투자 환경 속 주력 사업 매출, Fn뉴스, 2023-11-14
3. ↑  플래티어, 작년 매출 19%↑, 499억..."4년 연속 최고 매출 경신", 뉴스핌, 2023-03-23